# 鈴木正夫
鈴木 正夫（すずき まさお）は、民謡歌手の名跡。

## 初代
初代 鈴木 正夫（すずき まさお、1900年（明治33年）1月30日 - 1961年（昭和36年）9月28日）は宮城県伊具郡丸森町出身の民謡歌手。
1931年（昭和6年）レコードデビュー。鈴木秀桃の名でも活動した。息子は2代目鈴木正夫（後述）、娘は歌手の鈴木三重子。

### NHK紅白歌合戦出場歴
| 1951年（昭和26年）/第1回                               | 常磐炭坑節 | 赤坂小梅 |
| 1952年（昭和27年）/第2回                               | 新相馬節   | 久保幸江 |
| 1953年（昭和28年）/第4回                               | 花笠音頭   | 赤坂小梅 |
| 1955年（昭和30年）/第6回                               | 相馬盆唄   | 赤坂小梅 |
| 1956年（昭和31年）/第7回                               | 常磐炭坑節 | 赤坂小梅 |
| - このうち、第6回・第7回はラジオ中継の音声が現存する。 |            |          |

## 2代目
2代目 鈴木 正夫（すずき まさお、本名：菊地 秀、1937年（昭和12年）11月8日 - 2019年（令和元年）6月19日）は、福島県相馬郡新地町出身の民謡歌手。